# Эбигейл (фильм, 2019)
«Эбигейл» — российский фэнтезийный фильм компании Kinodanz и режиссёра Александра Богуславского. Дистрибьютор — 20 Век Фокс СНГ.
9 ноября 2018 года вышел первый тизер-трейлер фильма. Фильм вышел в широкий прокат 22 августа 2019 года.

## Сюжет
Молодая девушка Эбигейл живёт в городе, где много лет назад разразилась эпидемия загадочной болезни и власти закрыли границы города. Отец Эбби был одним из заболевших и его забрали, когда ей было 6 лет. Спустя не то 8 (по титрам), не то 10 лет (по словам героини), она, пытаясь разыскать отца, узнаёт, что эпидемия — это огромный обман. На самом деле в мире, где она живёт, существует магия, но её город захватили тёмные маги, которые уничтожили всех остальных волшебников, запретили магию и постарались стереть все упоминания о ней.
Эпидемия служит прикрытием для очистки города от магов. Уже много лет Особый Департамент забирает всех, в ком проявляются магические способности, объявляя их заразившимися. Большинство жителей даже не подозревают, что властители города на самом деле являются не защитниками, а тюремщиками.
Эбби обнаруживает, что в ней самой пробуждаются магические способности. Это пугает девушку, но как она ни пытается это скрыть, магия в ней проявляется, и инспекторы Особого Департамента начинают охоту за героиней. Ей приходится бежать из родного дома, отправиться с группой повстанцев на дирижабле за пределы города и узнать, что её отец когда-то сам изготовил подавляющий особые способности механизм.

## В ролях
| Актёр                                      | Роль              |
| ------------------------------------------ | ----------------- |
| Тинатин Далакишвили                        | Эбигейл Фостер    |
| Эдди Марсан (озвучивание Владимир Антоник) | отец Эбигейл      |
| Глеб Бочков                                | Бэйл              |
| Равшана Куркова                            | Стелла            |
| Риналь Мухаметов                           | Норман            |
| Марта Тимофеева                            | Эбигейл в детстве |
| Артём Ткаченко                             | Уильям Гаррет     |
| Оливье Сиу                                 | Спенсер           |
| Никита Дювбанов                            | Маркус            |
| Ксения Кутепова                            | Маргарет Фостер   |
| Петар Зекавица                             | Рой               |
| Никита Тарасов                             | Итан              |
| Сесиль Плеже                               | Лилиан            |
| Сергей Горошко                             | Ян                |
| Дмитрий Луговкин                           | мэр               |

## Съёмки
Субсидии в категории «детские фильмы» выделило Минкульт России в 2017 году. Съёмки проходили в Санкт-Петербурге (в том числе в лютеранской церкви святой Анны), Гатчине, Москве (включая усадьбу Покровское-Стрешнево) и Эстонии на английском языке. Возрастное ограничение фильма указано 6+.
Некоторые зрители обратили внимание, что синопсис фильма и черты мира, в котором происходит действие, напоминают сюжет и мир книг Ника Перумова о приключениях Молли Блэкуотер. Перумов сообщил, что в 2016 году студия Kinodanz вела с ним переговоры о возможной экранизации этой серии, он передал студии сюжеты книг, однако студия отказалась от дальнейшего общения.

## Прокат
Фильм вышел в широкий прокат 22 августа 2019 года не только в России, но и в Германии, Франции, Японии, на Филиппинах, во Вьетнаме, Малайзии, Тайване, Гонконге, Бразилии и Турции. С Китаем и странами Латинской Америки ведутся переговоры. Также фильм демонстрировался в Каннах.
При общем бюджете фильма «Эбигейл» почти 155 млн рублей (Минкульт инвестировал в съёмки фильма 40 млн рублей) картина собрала в российском прокате лишь 104,7 млн рублей (посмотрели 479 тысяч человек). В январе 2020 года Фонд кино обратился в Арбитражный суд Москвы с иском на 45 млн рублей против кинокомпании KD Studios, которая не вернула деньги, выделенные ей на съёмки фильма «Эбигейл».